# Aristolochia trilobata
Aristolochia trilobata L. – gatunek rośliny z rodziny kokornakowatych (Aristolochiaceae Juss.). Występuje naturalnie w Ameryce Centralnej i Południowej oraz na Karaibach. Ponadto bywa uprawiany.

## Rozmieszczenie geograficzne
Rośnie naturalnie na Bermudach, Jamajce, Kubie, Haiti, Dominikanie, Portoryko, Saint Thomas, Tortoli, Antigui i Barbudzie, Gwadelupie, Dominice, Martynice, Saint Lucia, Saint Vincent, Trynidadzie, w Belize, Hondurasie, Nikaragui, Kostaryce, Panamie, Kolumbii, Wenezueli (w stanie Carabobo oraz w Dystrykcie Stołecznym), Gujanie, Surinamie, Gujanie Francuskiej, Brazylii (w stanach Pará, Alagoas, Bahia, Paraíba, Pernambuco, Sergipe, Espírito Santo, Rio de Janeiro, São Paulo, Parana oraz Santa Catarina), Urugwaju i Argentynie (w prowincjach Buenos Aires, Chaco, Corrientes, Entre Ríos, Misiones oraz Santa Fe).

## Morfologia
PokrójZimozielone Pnącze o lekko zdrewniałych pędach. Dorasta do 2–5 m wysokości. Wytwarza kłącza.
LiścieNaprzemianległe. Mają potrójnie klapowany kształt, Klapy są jajowate lub podłużnie owalne. Mają 10–15 cm długości oraz 5 cm szerokości. Nasada liścia ma zaokrąglony kształt. Całobrzegie lub faliste, z zaokrąglonym lub tępym wierzchołkiem. Górna powierzchnia jest ciemnozielona, błyszczące i bezwłosa. Od spodu są bladozielone, owłosione, z widocznym użyłkowaniem. Ogonek liściowy jest nagi, rozszerzony u podstawy i ma długość 2–5 cm. Nibyprzylistki mają 15 mm długości, są zaokrąglone lub nerkowate, obejmujące łodygę.
KwiatyPojedyncze, zwisające. Szypułki mają do 7 cm długości. Mają żółtozielonkawą barwę z ciemnymi fioletowymi plamkami. Dorastają do 3,5–7 cm długości. Mają kształt wygiętej tubki. Są elipsoidalnie spuchnięte u podstawy. Łagiewka jest elipsoidalna. Górny płat ma ogoniasty wyrostek.
OwoceTorebki o cylindrycznym kształcie. Mają 6–9 cm długości i 2–3 cm szerokości. Torebka zawiera liczne nasiona. Mają one błonę i trójkątny kształt. Dorastają do 7 mm długości.

## Biologia i ekologia
Rośnie w zaroślach i lasach. Występuje na terenach nizinnych. Kwitnie od czerwca do listopada.